# Liste des espèces nommées d'après la pandémie de Covid-19
Plusieurs espèces ont été nommées d'après la pandémie de Covid-19. Les noms de ces nouvelles espèces peuvent faire référence au virus lui-même, à la pandémie, aux confinements ou à quelque chose de plus détourné, comme le nom d'une personne décédée de la maladie.

## Animaux

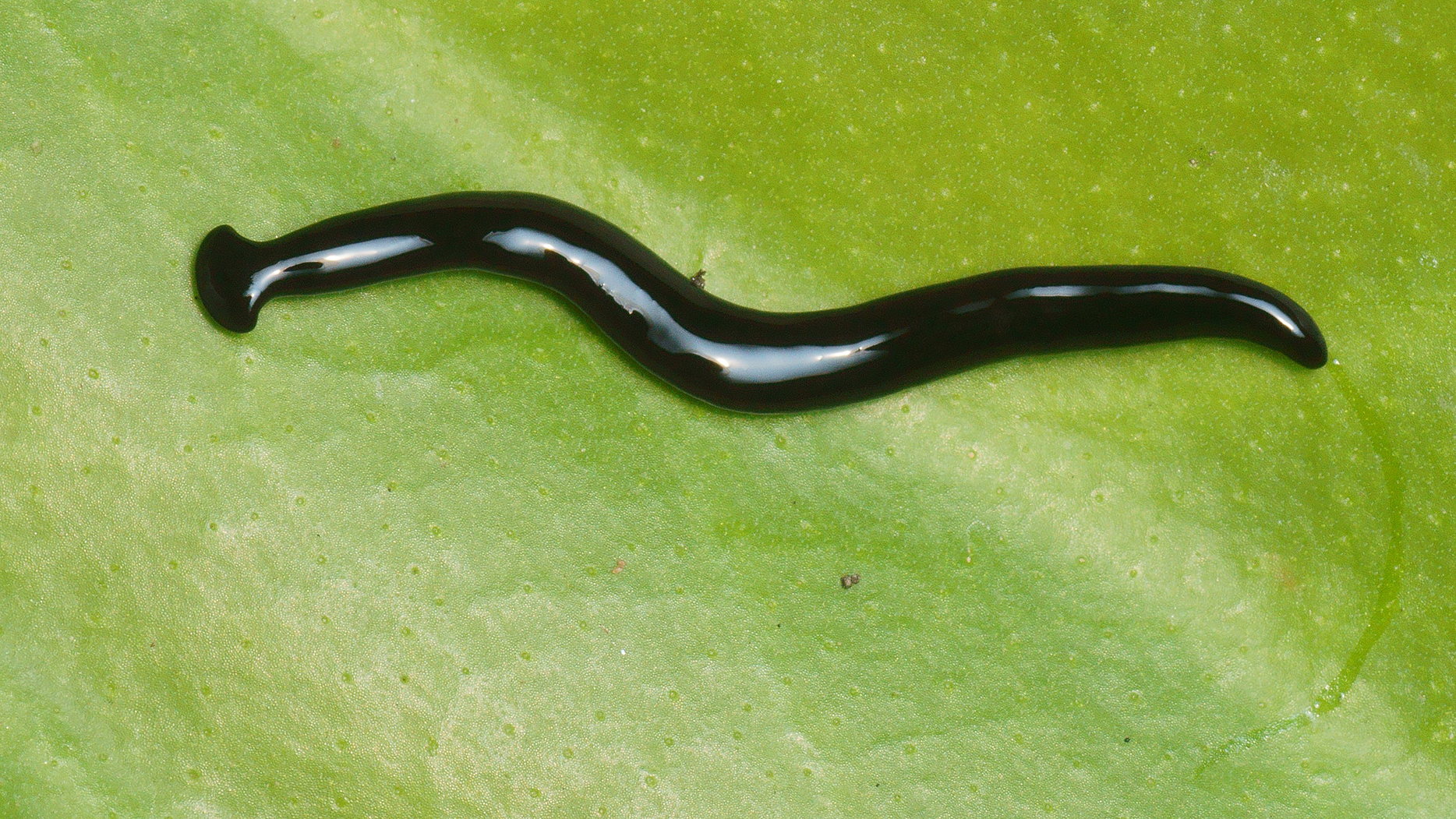
Le ver plat Vermiviatum covidum.

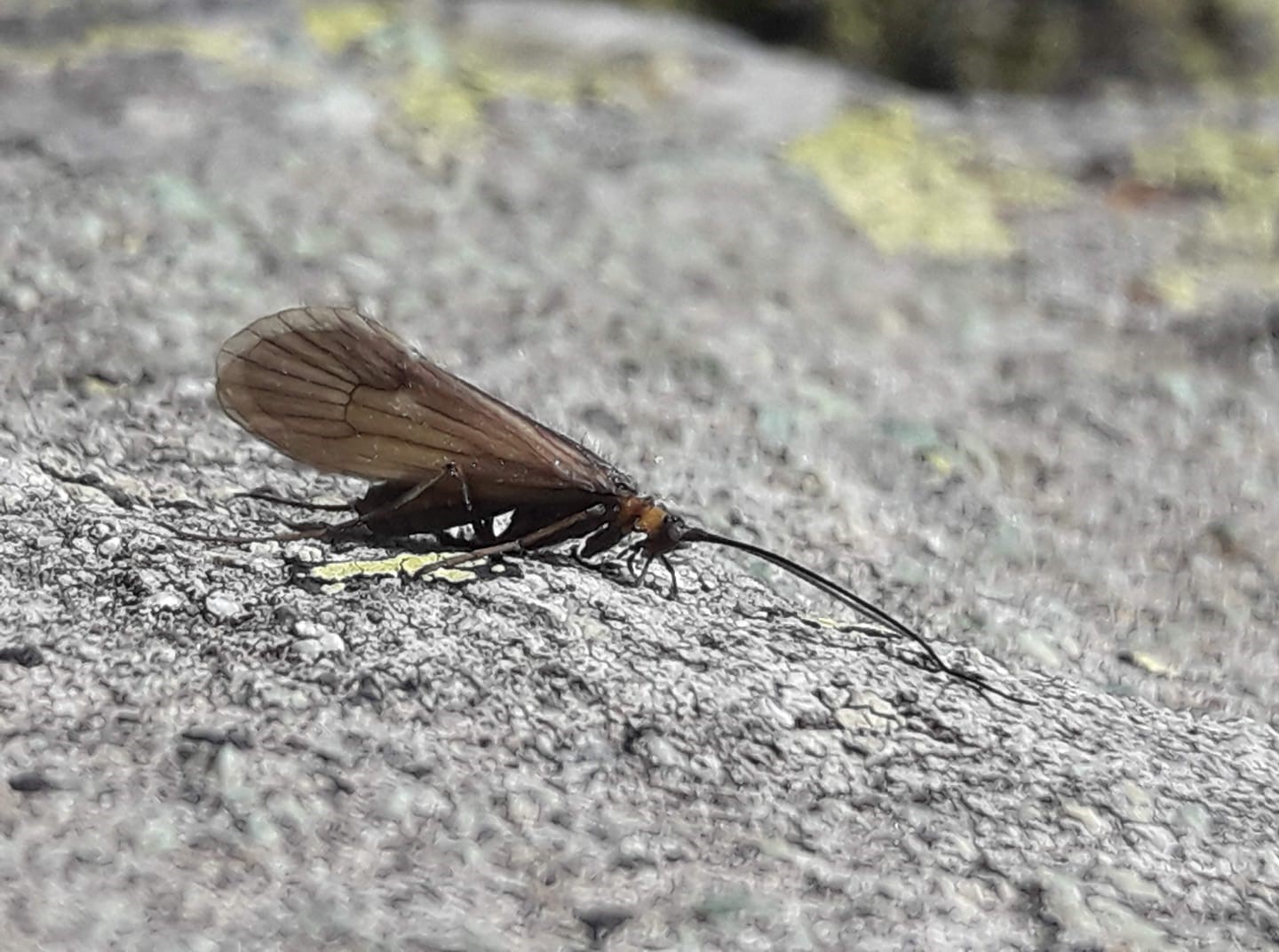
La phrygane Potamophylax coronavirus.

(dans l'ordre alphabétique des genres)
- Achilia covidia Kurbatov, Cuccodoro & Sabella, 2021 (Insecte, Coleoptera, Staphylinidae) — « l'épithète de cette nouvelle espèce fait référence à la pandémie de COVID-19 et aux périodes de quarantaine pendant lesquelles cette étude a été réalisée par les auteurs[1]. »
- Achilia pandemica Kurbatov, Cuccodoro & Sabella, 2021 (Insecte, Coleoptera, Staphylinidae) — « l'épithète de cette nouvelle espèce fait référence à la pandémie de Covid-19 et aux périodes de quarantaine pendant lesquelles cette étude a été réalisée par les auteurs[1]. »
- Achilia quarantena Kurbatov, Cuccodoro & Sabella, 2021 (Insecte, Coleoptera, Staphylinidae) — « l'épithète de cette nouvelle espèce fait référence à la pandémie de Covid-19 et aux périodes de quarantaine pendant lesquelles cette étude a été réalisée par les auteurs[1]. »
- Allorhogas quarentenus Joele, Zaldívar-Riverón & Penteado-Dias, 2021 (Insecte, Hymenoptera, Braconidae) — « Le nom de cette espèce fait référence aux pandémies de Covid-19 avec sa quarantaine indéfinie ultérieure, qui s'est produite pendant que les auteurs la décrivaient. »
- Carinadelius medicus Ranjith, van Achterbergan Achterberg, Samartsev & Nasser, 2021 (Insecte, Hymenoptera, Braconidae) — « Du nom de Friedrich Kasimir Medikus (1738 - 1808), médecin et botaniste allemand. Nous dédions cette espèce avec gratitude à tous les médecins et infirmières pour leurs efforts intemporels et sans compromis pour contrôler le Covid-19. »
- Cephalothrips corona Alavi & Minaei, 2021 (Insecte, Thysanoptera, Phlaeothripidae) — « Cet article a été préparé pendant la période de quarantaine du premier auteur en raison de son test positif pour les maladies à coronavirus. »
- Coralliozetus clausus Hastings, 2021 (Poisson, Perciformes, Chaenopsidae) — « clausus du latin signifiant "fermé" ou "ayant été fermé", en référence à la distribution restreinte de cette espèce, connue uniquement d'Isla del Coco, Costa Rica. Le nom fait également référence à l'isolement imposé à l'auteur par la pandémie de Covid-19, offrant l'occasion de compléter la description de cette espèce dont la spécificité était connue depuis un certain temps. Le nom commun de "Pandemic Blenny" ("Tubícola Pandémica" en espagnol) est suggéré à la lumière de ces temps difficiles[2]. »
- Corethrella menini Feijó, Picelli, Ríos-Velásquez & Pessoa, 2021 (Insecte, Diptera, Corethrellidae) — « Corethrella menini sp. nov. est nommé en l'honneur du Dr Marcelo Menin en hommage à son important travail d'herpétologue, axé sur écologie et biologie des anoures. Marcelo était un professeur de zoologie qui a inspiré des dizaines d'étudiants en zoologie, un ami bien-aimé. Il est décédé trop jeune pendant la pandémie de Covid[3]. »
- Gigantometopus coronobtectus Kim, Taszakowski & Jung, 2021 (Insecte, Hemiptera, Miridae) — « Coronobtectus du nom "coronavirus" et du mot latin obtectus, signifiant couvert, car la bande sombre sur son front ressemble à des masques de protection sombres portés par les gens pendant la pandémie de Covid-19[4]. »
- Nisitrus rindu Robillard & Tan, 2021 (Insecte, Orthoptera, Gryllidae) — « Ce nom d'espèce fait référence au mot 'rindu', qui signifie 'aimer' [verbe] en langue Iban [un groupe d'indigènes de Bornéo] et 'mal du pays' ou 'manquer' [verbe] en bahasa melayu (langue malaise) et en indonésien. Cette nouvelle espèce est dédiée aux combattants de la première ligne luttant contre la pandémie de Covid-19 qui étaient loin de chez eux et de leurs proches pendant la première phase de la pandémie mondiale (lorsque le nom de lʼespèce a été choisi)[5]. »
- Oxymorus johnprinei Borovec & Meregalli, 2020 (Insecte, Coleoptera, Curculionidae) — nommé « en mémoire de feu John Prine (1946-2020), chanteur folk américain et auteur-compositeur qui est malheureusement décédé à cause du Covid-19 alors que les auteurs terminaient le papier[6]. »
- Parmulopsyllus iamarinoi Borges, Farias, Mácola, Neves & Johnsson, 2021 (Crustacé, Siphonostomatoida, Entomolepididae) — « l'espèce est nommée en l'honneur d'Atila Iamarino, biologiste, docteur en microbiologie et communicateur scientifique pour son travail notoire d'information, d'éducation et de sensibilisation dans la lutte contre la désinformation sur la Covid-19[7]. »
- Potamophylax coronavirus Ibrahimi, 2021 (Insecte, Trichoptera, Limnephilidae) — du nom du coronavirus[8]
- Periclimenaeus karantina Park & De Grave, 2021 (Crustacé, Decapoda, Palaemonidae) — du nom de la quarantaine[9]
- Segestes nostosalgos Tan & Wahab, 2020 (Insecte, Orthoptera, Tettigoniidae) — nommé d'après le retour à la maison (nostos = retour à la maison en grec) et la douleur (algos = douleur, chagrin ou détresse en grec). Les auteurs ont écrit que « l'espèce est dédiée à ceux qui sont loin de chez eux pendant la pandémie de Covid-19 et dans les moments difficiles[10]. »
- Sibogasyrinx clausura Kantor & Puillandre, 2021 (Mollusque, Conoidea, Cochlespiridae) — « nommé « clausura » (nom en apposition), signifiant « confinement », « en référence aux restrictions sanitaires associées au SARS-CoV-2 qui ont prévalu sur une grande partie du monde quand ce manuscrit a été finalisé[11]. »
- Stethantyx covida Khalaim & Ruíz-Cancino, 2020 (Insecte, Hymenoptera, Ichneumonidae) — « du nom du Covid-19 (Coronavirus) car le taxon a été décrit lors de l'apparition de ce virus au Mexique[12]. »
- Thoonchus covidus Zograf, Pyvlyuk, Trebukhova & Li, 2020 (Nématode, Enchelidiidae) — du nom de la maladie[13]
- Trigonopterus corona Narakusumo & Riedel, 2021 (Insecte, Coleoptera, Curculionidae) — du nom du coronavirus[14]
- Typhlamphiascus medici Gómez, Corgosinho & Rivera-Sánchez, 2021 (Crustacé, Harpacticoida, Miraciidae) — « L'épithète spécifique du latin 'medicī', 'docteur', 'médecin', est dédiée en l'honneur et à la mémoire de tous les médecins et personnel de santé pour leur abnégation pendant la lutte contre la pandémie de Covid-19. »
- Vermiviatum covidum (Justine, Gastineau, Gros, Gey, Ruzzier, Charles & Winsor, 2022) Sola & Sluys, 2023 (Plathelminthe, Tricladida, Geoplanidae) — « le nom spécifique covidum a été choisi en hommage aux nombreuses victimes dans le monde de la pandémie de Covid-19. De plus, une grande partie de cette étude a été écrite pendant les confinements[15]. »

## Champignons

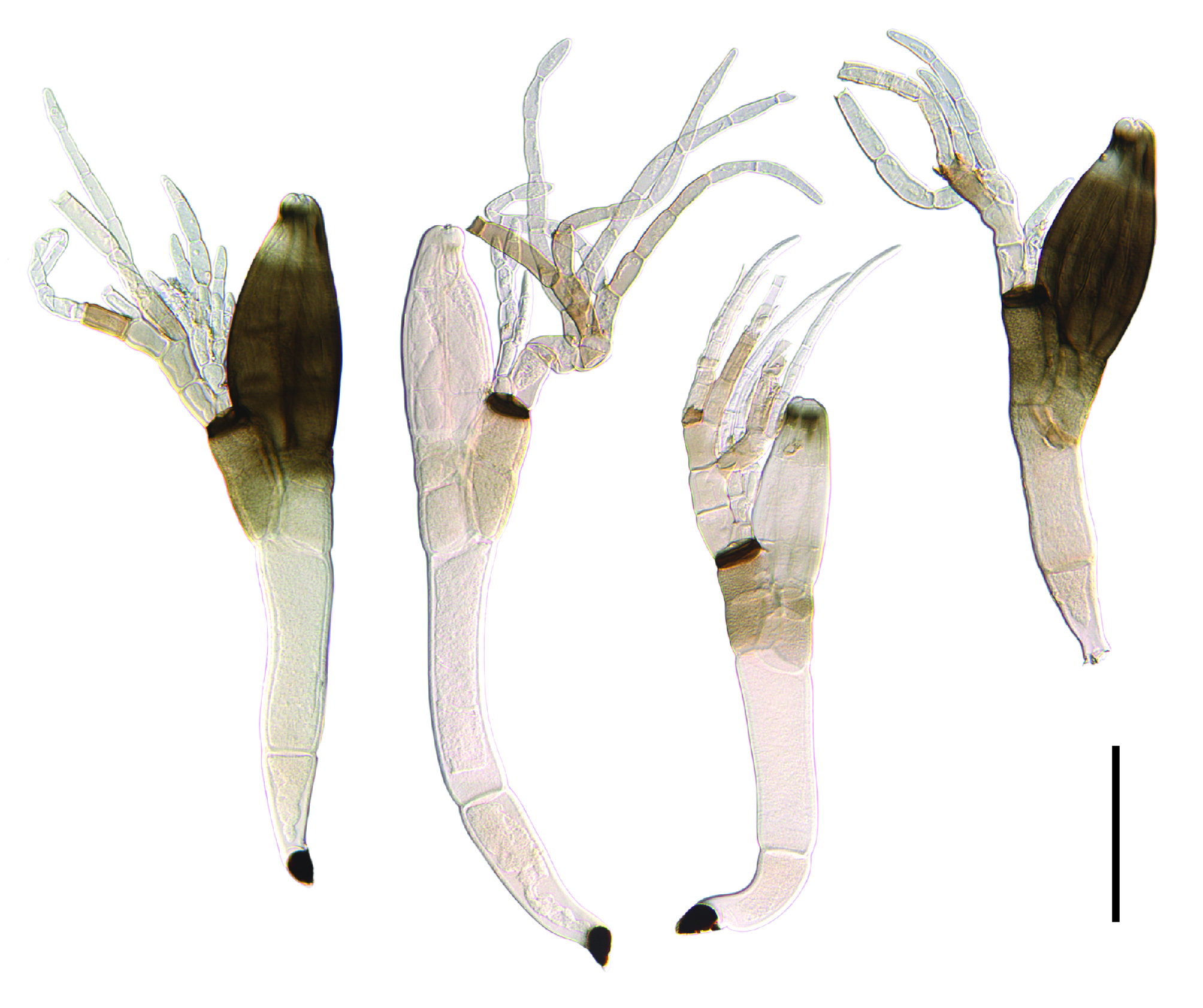
Le champignon parasite Laboulbenia quarantenae.

(dans l'ordre alphabétique des genres)
- Dendrostoma covidicola Samarak. & Jian K. Liu, 2021 (Diaporthales, Erythrogloeaceae) — l'épithète « covidicola » fait référence à « la pandémie de Covid-19 et en hommage à la bataille contre le Covid-19[16] »
- Diabolocovidia claustri Crous, 2020 (Xylariales, Xylariaceae) — le nom de genre (Diabolocovidia) est basé sur le virus et nom de l'espèce (claustri) sur le confinement[17]
- Laboulbenia quarantenae De Kesel & Haelew., 2020 (Laboulbeniales, Laboulbeniaceae) — du nom de la quarantaine[18]

## Algues
(dans l'ordre alphabétique des genres)
- Hypnea corona Huisman & Petrocelli, 2021 (Gigartinales, Cystocloniaceae) — « L'épithète vient du latin corona (une couronne) et fait référence à l'apparence en forme de couronne des propagules. Cette épithète a été choisie avant la pandémie 2020/2021, mais son utilisation peut aussi servir de rappel de cette période difficile[19]. »